# Lecanora intumescens
Lecanora intumescens är en lavart som först beskrevs av Johann Friedrich Rebentisch, och fick sitt nu gällande namn av Gottlob Ludwig Rabenhorst. Lecanora intumescens ingår i släktet Lecanora och familjen Lecanoraceae.  Arten är reproducerande i Sverige. Inga underarter finns listade i Catalogue of Life.